# Енріко Клерічі
Енрíко Клерíчі (італ. Enrico Clerici; 15 жовтня 1862, Рим, Італія — 26 серпня 1938, там само) — відомий італійський геолог, винахідник рідини Клерічі, що забезпечує ідеальне механічне розділення мінералів.

## Життєпис
Енріко Клерічі народився в Римі 15 жовтня 1862 року. Він був старшим сином у родині міланського скульптора Джованні Леоне Клерічі і Паоли Марії Мастродонато.
Е. Клерічі навчався спочатку в технічній школі, а потім у технічному інституті, де його вчителем був видатний геолог П. Мантовані. Потім закінчив інженерний факультет університету, отримавши ступінь у 1888 році. Дуже молодим, ще коли він був студентом, Енріко брав участь у геологічних дослідженнях і опублікував у Римі в 1885 році свою першу роботу, коментарі про четвертинні утворення в околицях Риму. За цими коментарями пішли інші роботи, які він також опублікував ще до отримання диплома. Відчувши сильний інтерес до геології, Клерічі вирішив поглибити свої знання в галузі природничих наук, і в 1892 році він отримав ще один ступінь, в галузі природничих наук.
Протягом тридцяти років, з 1885 по 1915 рік, викладав електрику у вечірній школі робітничої молоді Риму імені Галілео Ферраріс. Одночасно з 1896 по 1899 рік С. Клерічі викладав мінералогію і геологію в школі експериментального сільськогосподарського інституту в Перуджі. Отримав звання професора геології в 1902 році, з 1928 по 1934 рік читав курс геології в Римському університеті в якості заступника професора А. Мартеллі. Однак більша частина його діяльності відбувалася в основному в наукових відділах Міністерства сільського господарства, промисловості і торгівлі, а потім в гірській службі тодішнього Міністерства промисловості, де він став Генеральним інспектором, а потім, аж до виходу на пенсію в 1930 році, обіймав посаду Генерального керуючого.

## Наукова спадщина
Наукова спадщина Е. Клерічі включає більше ніж 170 публікацій.
Наукова діяльність Е. Клерічі характеризується, з одного боку, строгим фізико-математичним підходом, а з іншого боку, великими природно-науковими знаннями, що дозволило йому бути не тільки експертом із загальних питань геології, а й також серйозним фахівцем в галузі палеонтології і мінералогії. Пильний і точний при польових спостереженнях, Енріко Клерічі був одночасно дуже досвідченим і винахідливим лабораторним експериментатором. Він із задоволенням спілкувався з молоддю, з якими охоче ділився своїм знанням і науковим ентузіазмом натураліста.
Головна частина його наукової роботи полягала у вивченні геології четвертинного періоду в районі Рима і в провінції Кампанія в цілому. Він досліджував вулканічні формації провінції Лаціо, зокрема, місцеві родовища туфів. Е. Клерічі належать значні відкриття в галузі палеоботаніки.
Значні відкриття Е. Клерічі зробив у галузі мінералогії та відкритті нових родовищ корисних копалин.
Найбільшу популярність, як в Італії, так і за кордоном Е. Клерічі приніс винахід ним у 1907 році рідини Клерічі, що ідеально підходить для розділення мінералів. Рідина Клерічі, що є розчином солей талію, значно змінює свою густину залежно від температури: від 4,067 г/см³ при 12ºC до більш ніж 5 г/см³ при 100ºC. Ця властивість виявилась ідеальною для механічного розділення мінералів. Рідина Клерічі застосовується в мінералогії досі.
Менш відомий внесок Е. Клерічі в дослідження показників заломлення рідин і твердих тіл за допомогою мікроскопа, призначений для розпізнання мінералів.
Е. Клерічі був членом італійського геологічного товариства, геологічного і геофізичного інституту, а також членом інших наукових товариств (наприклад, Папської академії наук).
Енріко Клерічі помер 26 серпня 1938 року в Римі.